# Lò hồ quang điện

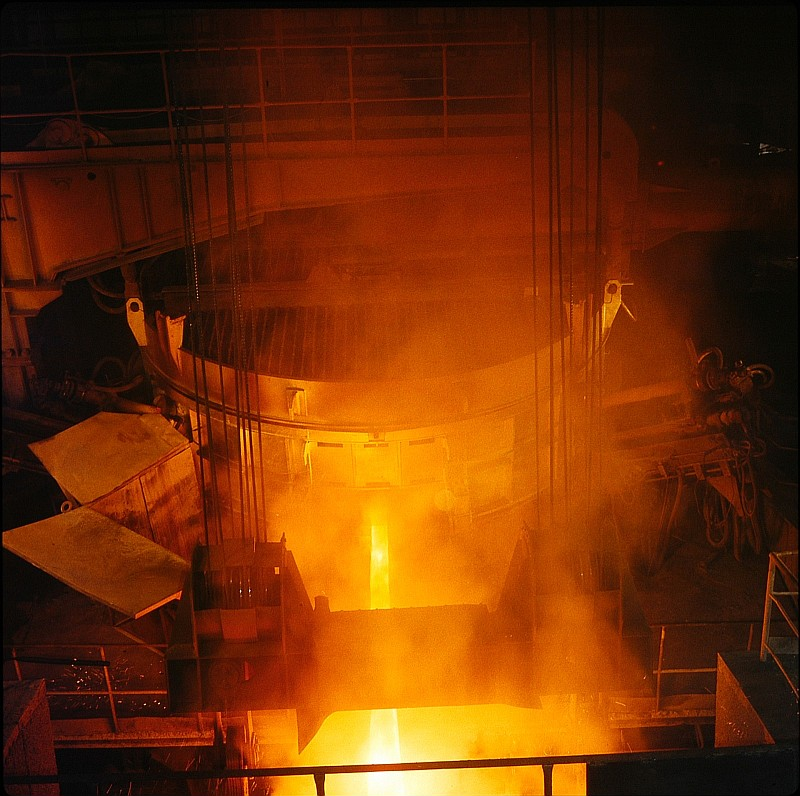
Rót kim loại nóng chảy từ lò hồ quang điện

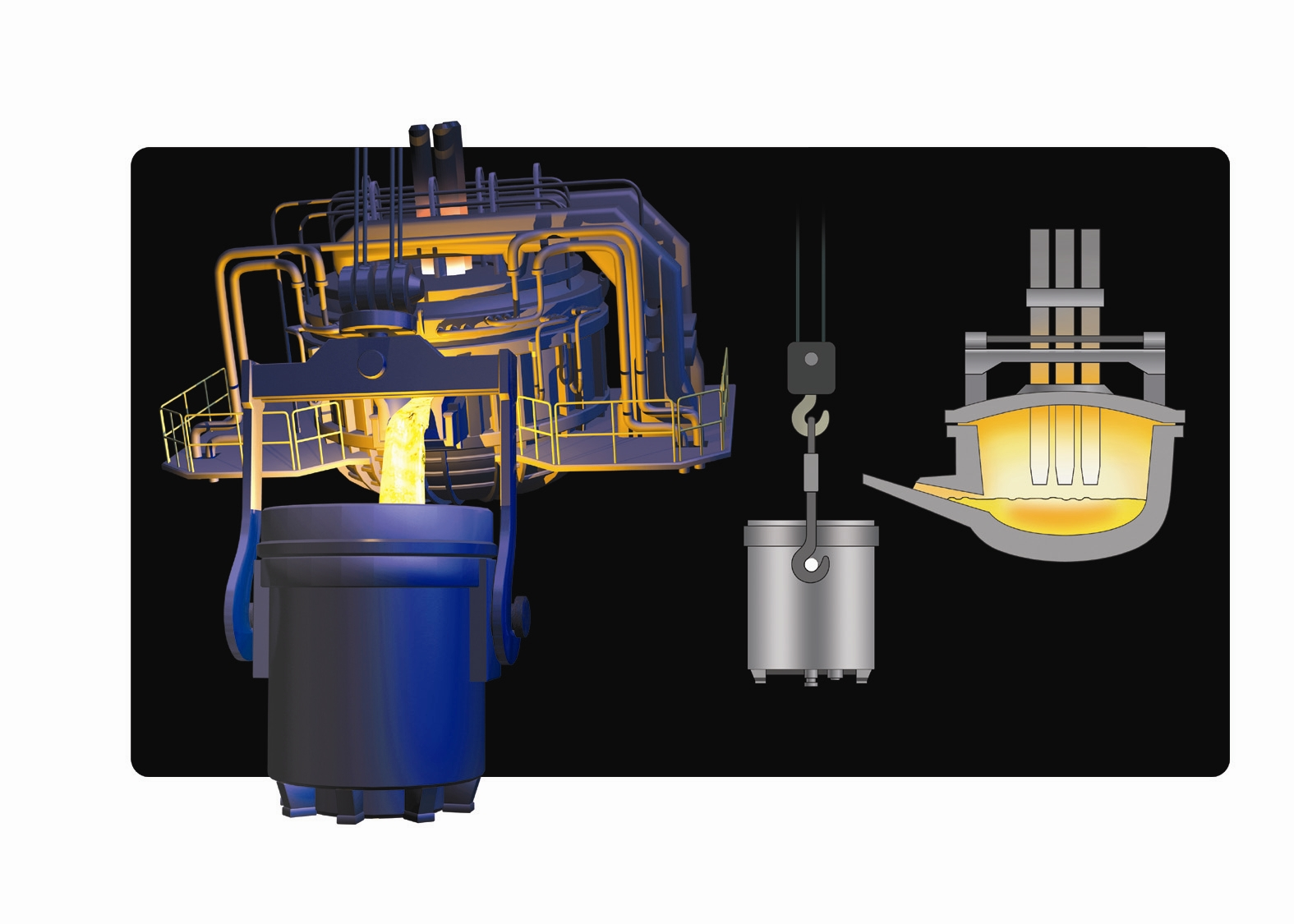
Ngoại hình và nội hình một chiếc lò hồ quang điện

Lò hồ quang điện - electric arc furnace (EAF) là loại lò dùng năng lượng của hồ quang điện làm nóng và đun chảy loại vật liệu chất vào lò.
Các lò hồ quang điện có công suất từ nhỏ xấp xỉ 1 tấn (dùng trong các xưởng đúc để sản xuất gang thỏi) đến cỡ 400 tấn dùng để luyện thép thứ cấp. Các lò hồ quang điện dùng trong phòng thí nghiệm hay các cơ sở nha khoa có công suất chỉ vài chục gram. Các lò hồ quang điện công nghiệp có thể đạt đến nhiệt độ 1.800 °C (3.272 °F) còn các lò trong phòng thí nghiệm có thể đạt trên 3.000 °C (5.432 °F).
Lò hồ quang điện khác với lò cảm ứng điện từ. Trong lò hồ quang điện, vật liệu tiếp xúc trực tiếp với hồ quang và dòng điện của điện cực đi qua vật liệu. Còn lò cảm ứng điện từ, dùng nguyên lý khi cấp nguồn điện cho các vòng dây quấn quanh tường lò sẽ làm xuất hiện từ thông biến thiên bên trong nồi lò. Kim loại trong lò nằm trong vùng từ thông biến thiên sẽ phát sinh dòng điện chạy bên trong, chính dòng điện này sẽ nung nóng và làm chảy kim loại.